# Cape-Le-Grand-Nationalpark
Der 316 km² große Cape-Le-Grand-Nationalpark in Western Australia ist 56 km von der Stadt Esperance entfernt.
Der Park ist nach Le Grand benannt, einem Schiffoffizier auf der L’Esperance, einem Schiff, mit dem der französische Admiral Joseph Bruny d’Entrecasteaux 1792 den Recherche-Archipel durchfuhr. Matthew Flinders kam 1802 in diese Gegend und benannte die Bucht Lucky Bay, in der er Schutz vor einem Sturm suchte. Die Rossiter Bay benannte Edward John Eyre 1841, nachdem er Kapitän Rossiter des Schiffes Mississippi nach der Durchquerung der Nullaborwüste erreichte. Der Name des Mississippi Hill geht auch auf Eyre zurück.
Die dem Park vorgelagerten Gewässer und Inseln sind Bestandteil des Recherche-Archipels, ein Naturschutzgebiet. Der Cape-Arid-Nationalpark, der sich an den Cape-Le-Grand-Nationalpark anschließt, liegt östlich. Beide Parks werden zum Recherche Archipelago Nature Reserve zusammengefasst.
Das Inland des Parks wird durch Sandfelder und einzelne Wasserlöcher dominiert. Auf den Sanden wachsen die für diese Gegend typischen Süßgräser. Ferner wachsen und blühen die immergrünen Banksia-Sträucher dort. Der Park, in dem Touristen fischen, wandern oder off-roadfahren, kann bis zum Lucky Bay mit normalen Straßenfahrzeugen erreicht werden, wo sich mit dem weißen Sandstrand auch ein Picknick- und Campingplatz befindet. Zahlreiche Strände, wie zum Beispiel Rossiter Bay, Hellfire Bay, Le Grand Beach, Orlean Bay, Israelite Bay werden von Touristen aufgesucht. In der Israelite Bay befindet sich die Ruine einer alten Telegraphen- und eine Wetterstation.
Im Nationalpark erheben sich Berge aus Granit und Gneis wie der 345 Meter hohe Mount Le Grand, der 180 Meter hohe Mississippi Hill und der 262 Meter hohe Frenchman Peak, ein kegelförmiger Berg.

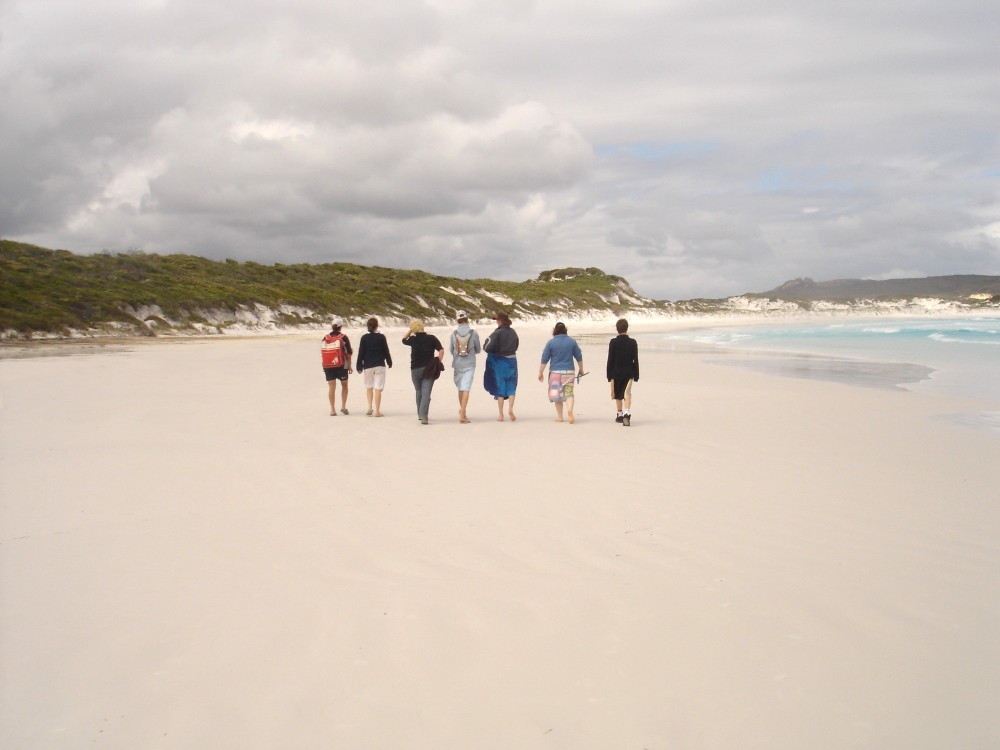
Ein Blick in die Lucky Bay
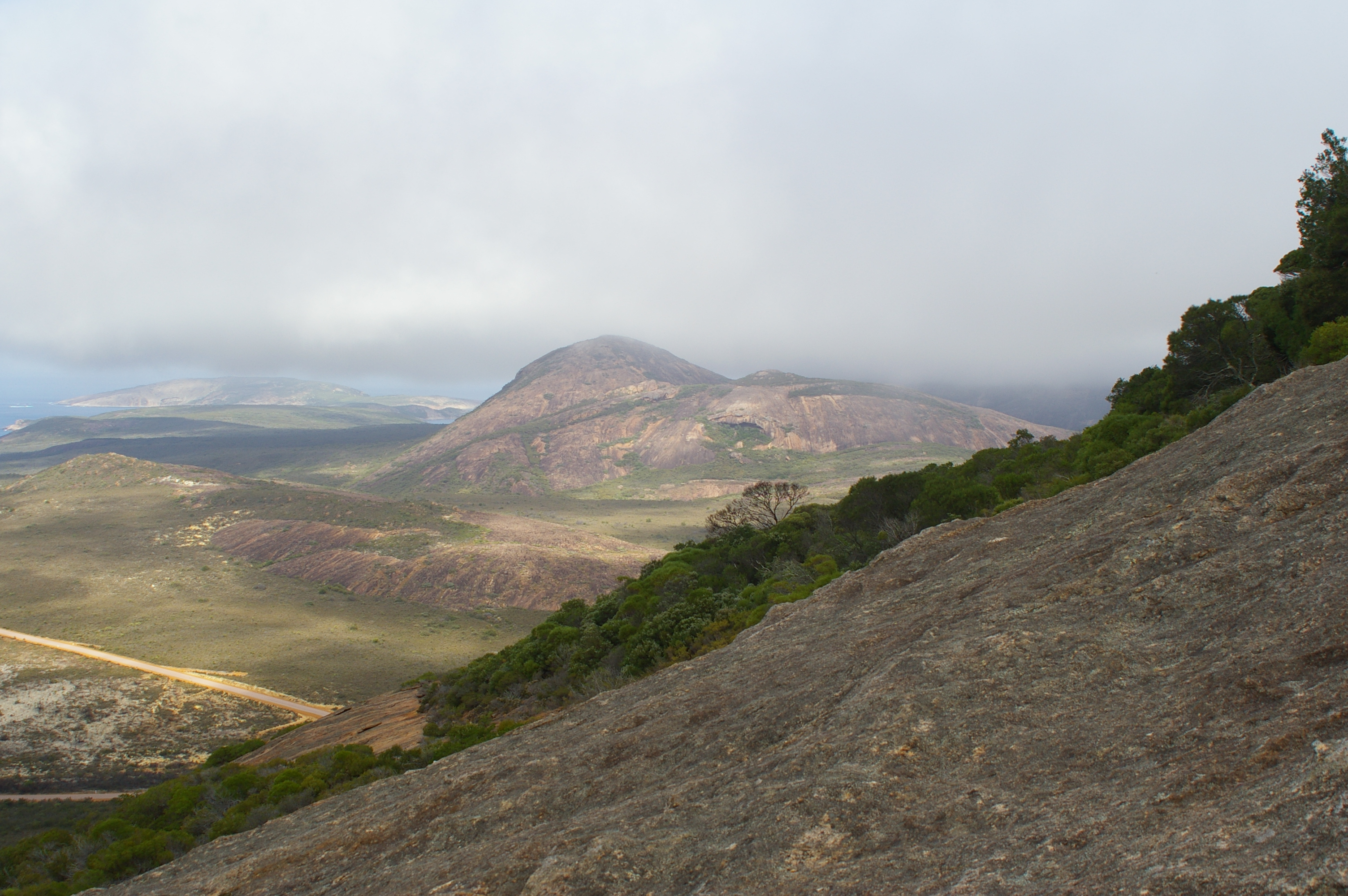
Mount Le Grand von der Frenchmans Peak
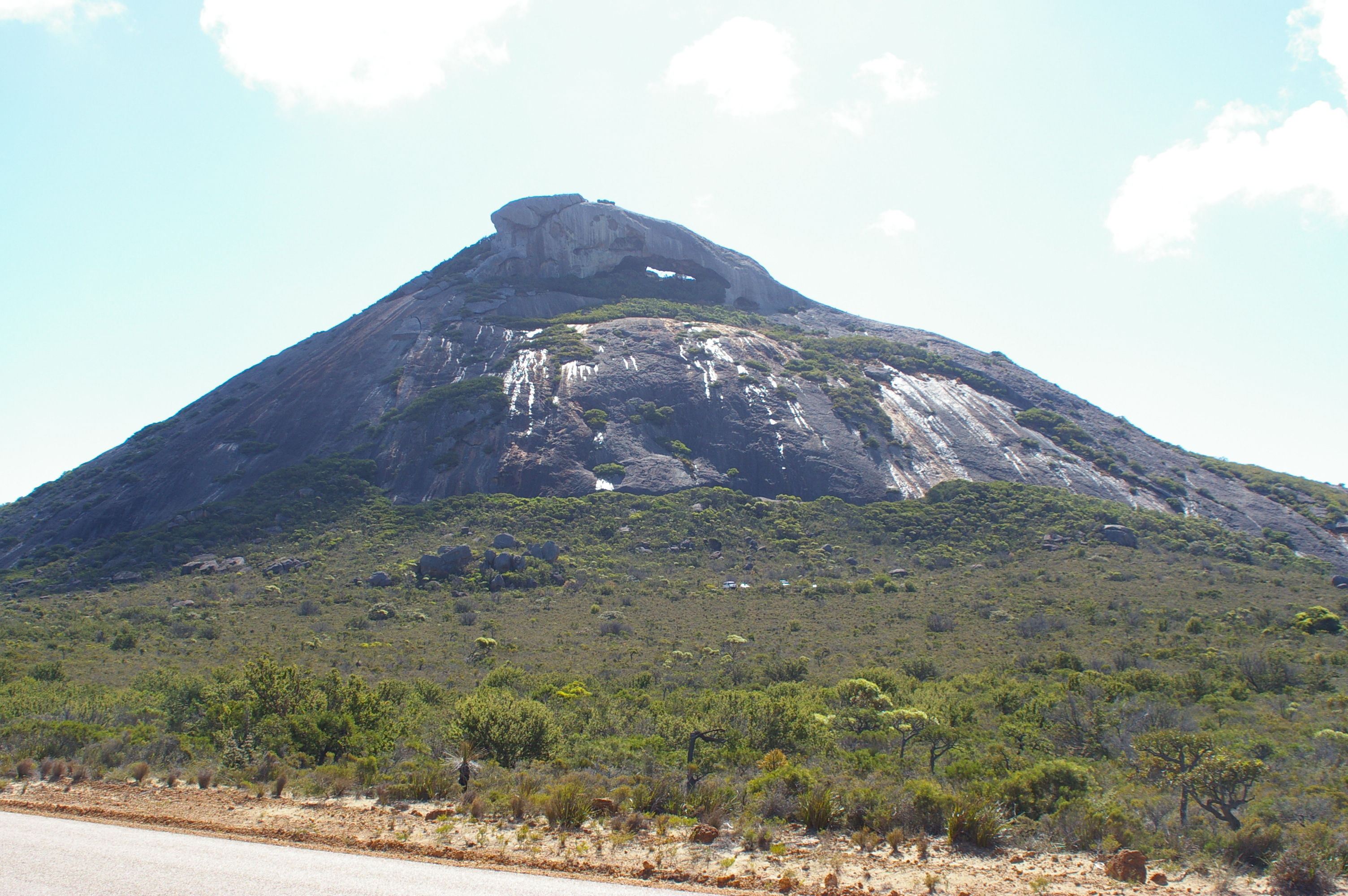
Blick auf die Frenchmans Peak